# الجعد بن درهم
الجعد بن درهم، أصله من خراسان، أسلم أبوه وصار من موالي بني مروان. وقد ولد في خراسان وهاجر بعد ذلك إلى دمشق حيث أقام هناك.

## نشأته
كان الجعد يعيش في حي للنصارى، ويرى البعض أنه تأثر هناك بجو الآراء الفلسفية المسيحية التي كانت تثار حول طبيعة الإله. وكان يكثر من التردد إلى وهب بن منبه (أحد كبار التابعين)، وكان كلما راح إلى وهب يغتسل ويقول: «اجمع للعقل»، وكان يسأل وهباً عن صفات الله عز وجل، وكان وهب ينهاه عن ذلك. وروى أن الجعد بن درهم قدم على وهب بن منبه يسأله عن صفات الله تعالى، فقال: «ويلك يا جعد!! تعض المسألة؟ إني لأظنك من الهالكين، يا جعد، لو لم يخبر الله تعالى في كتابه أن له عينًا ويدًا ووجهًا لما قلنا ذلك، فاتق الله.»
بينما قد أُعجب الأمير محمد بن مروان به وبعقليته فاختاره ليكون معلماً لابنه مروان بن محمد آخر خلفاء بني أمية.

## عقيدته
أراد الجعد أن يبالغ في توحيد الله وتنزيهه، مما دفعه إلى القول بنفي الصفات التي توحي بالتشبيه وتأويلها، ومن بينها صفة الكلام، مما أدى به إلى أن يقول بخلق القرآن، وقيل أنه تأثر في قوله هذا بـ بيان بن سمعان الذي كان أول من قال بخلق القرآن من أمة الإسلام، كما إنه كان ينفي أن يكون الله كلم موسى تكليماً، وأن يكون قد اتخذ إبراهيم خليلاً، فطلبه بنو أمية، فهرب إلى الكوفة. ويعد الجعد بن درهم هو أول من ابتدع القول بنفي الصفات، وتعطيل الصفات.

## مقتله
أخذ الجعد ينشر تعاليمه بالكوفة، فتعلم منه الجهم بن صفوان الترمذي الذي تنسب إليه الجهمية، وفي عام ( 124 هـ/742 م ) استلم الحكم في دمشق هشام بن عبد الملك الذي عين خالد بن عبد الله القسري والياً على الكوفة، فقبض على ابن درهم، وفي أول يوم من أيام عيد الأضحى من ذلك العام قال خالد وهو يخطب خطبة العيد:
| الجعد بن درهم | أيها الناس ضحُّوا تقبل الله ضحاياكم، فإني مضحٍّ بالجعد بن درهم؛ إنه زعم أن الله لم يتخذ إبراهيم خليلا، ولم يكلم موسى تكليما، ثم نزل فذبحه في أصل المنبر. | الجعد بن درهم |

قال ابن العطار الشافعي معلقاً على مقتل الجعد: «واعلم أنه من كذب على الله تعالى في خبره، أو ضاده في فعله، أو عانده في أمره ونهيه، فهو كافر مرتد يستتاب عند جمهور العلماء، فإن تاب وإلا قتل.»